# Salem (Tamil Nadu)
Salem es una ciudad del distrito de Salem, perteneciente al estado de Tamil Nadu, en la India.
Se encuentra a 340 km y al suroeste de la capital estatal Chennai.
Salem es conocida por las exportaciones de tela, que data del año 1930, por la producción de mango (los que se exportan a diferentes partes del mundo) y por la producción de aves de corral. La ciudad cuenta con grandes industrias textiles, se produce acero y automóviles, además en su zona se encuentran los mayores depósitos de magnesita de la India.